# Tallinn trolibuszvonal-hálózata
Tallinn trolibuszvonal-hálózata az észt főváros, Tallinn egyik tömegközlekedési módja a villamosok és a buszok mellett.  A hálózatot a Tallinna Linnatranspordi cég üzemelteti. 4 vonal és 49 db trolibusz volt használatban. 2024. november 1-jétől 2026-ig Tallinnban szünetel a a trolibusz-közlekedés.

## Történelme[3]
Tallinn első trolibuszvonalának tervei 1946 szeptemberében kerültek elő, majd 1948. május 28-án új tervek készültek egy vonalról, amely a Balti pályaudvartól közlekedett volna Piritán át Merivälja megállóig, de a projektet soha nem folytatták. 1954 augusztusában újabb tervezetet készítettek a Balti pályaudvar és a Sztálin tér között közlekedő trolibuszvonalra, de ez a terv sem valósult meg. 1959. decemberben viszont az Észt SZSZK Minisztertanácsa egy jóval konkrétabb javaslattal állt elő egy vonal létesítésére az Estonia pst–Toompuiestee–Paldiski mnt–Rocca al Mare útvonalon. 1962-ben megkezdődött a felsővezetékek létesítése, de a végén a létesítésüket csak Hipodroomig csinálták meg. 1965. július 6-án ünnepséget tartottak az Észtország színház előtti téren az első trolibuszvonal felavatására.
Az első és második vonal létesítéskor még nem jöttek létre sem terminálok, sem diszpécseri központok, helyette ideiglenes megoldásokat használtak, például mobilházakat a vonalak végén. Az első diszpécseri központ 1966-ban jött létre Hipodroomnál, a második pedig 1967. december 28-án Mustamäe megállónál, amely később, 1977 és 1981 között ki lett bővítve. Habár az Észtország színház és Kaubamaja megálló több vonal végpontjai is voltak, nem lehetett melléjük terminált építeni, építészeti okokból.
A Väike-Õismäe városrészt a belvárossal összekötő vonal olyan gyorsan és terven kívül létesült, hogy a vonal megnyitása után 7 évvel készült csak el a terminálja, addig egy közeli társasház egyik lakását használták. A 9-es vonal is terminál nélkül létesült. 1991-ben híre ment, hogy a buszokban található rádiókészülékeket finnekre akarják cserélni, de a szükséges átalakítási munkák olyan hosszú ideig tartottak, hogy az első készülékeket csak 1995 júliusában létesítették.
Észtország függetlensége problémákat okozott a trolibuszok működtetésében, mert a trolibuszokat gyártó cég USA dollárt fogadott csak el, a trolibuszcégnek viszont nem volt hozzáférése dollárhoz, ami lehetetlenné tette az új trolibuszok beszerzését, illetve a már meglévőek alkatrészeinek pótlását. Emiatt míg 1988-ban 160 trolibusz volt üzemben, 1991-ben már csak 108, és 1995-ben csak 94. 1992. október 30-án a Tallinni Troli- és Villamostársaság átkerült a város tulajdonába.
2002. decembere óta a város trolibuszainak nagy részét Solaris trolibuszok adják. 2006 és 2009 között megvalósult a SMILE projekt, amellyel modernizálódtak az információs rendszerek a város tömegközlekedési rendszerein. A járművek megállóbemondó rendszerrel rendelkeznek, és jelenleg 26 olyan kereszteződés rendelkezik olyan jelzőlámparendszerrel, amelyek észlelik, és automatikusan zöldet adnak a tömegközlekedési járműveknek. 2012. július 18-án egyesült a Tallinni Troli- és Villamostársaság és a Tallinni Busztársaság, így létrejött a Tallinna Linnatranspordi (TLT) cég.
2013. január 1-jétől a tallinni lakosok ingyen vehetik igénybe a tömegközlekedési eszközöket, így a trolibuszokat is.
2024. november 1-jén ia hálózat felújítása miatt ideiglenesen leállították Tallinn trolibusz-közlekedését. A trolibuszok helyett minden vonalon autóbuszok közlekednek. A Tallinnban használt trolibuszokat két muzeális és két teszt célból megtartott jármű kivételével a chișinăui trolibusz-hálózatot üzemeletető cég, a Regia Transport Electric Chișinău vásárolta meg 2024 végén (17 db csuklós Solaris Trollino 18 és 21 db Solaris Trollino 12).
Az új tallinni trolibuszokra kiírt tendert a Škoda Group nyerte meg. A cseh cég a szerződés értelmében 22 darab Škoda 33Tr SOR   és 18 darab Škoda 32Tr SOR akkumulátoros trolibuszt szállít, amelyek 2026-ban állnak majd forgalomba Tallinnban. (A szerződés egy 30 járműre szóló opciót is tartalmaz, amelet 2030-ig hívhat le az észt fél.)

## Vonalak[6]
| Vonal | Végállomások                                        | Megállók | Menetidő |
| ----- | --------------------------------------------------- | -------- | -------- |
|       | Mustamäe ↔ Kaubamaja (Mustamäe tee-n keresztül)     | 19       | 25 perc  |
|       | Mustamäe ↔ Kaubamaja (Sõpruse puiestee-n keresztül) | 17       | 24 perc  |
|       | Keskuse ↔ Balti jaam                                | 14       | 19 perc  |
|       | Mustamäe ↔ Balti jaam                               | 16       | 21 perc  |

A 2-es vonal 2012. december 1-ével megszűnt, a helyét átvették a 24 és 24A buszok.

## Járművek[8]

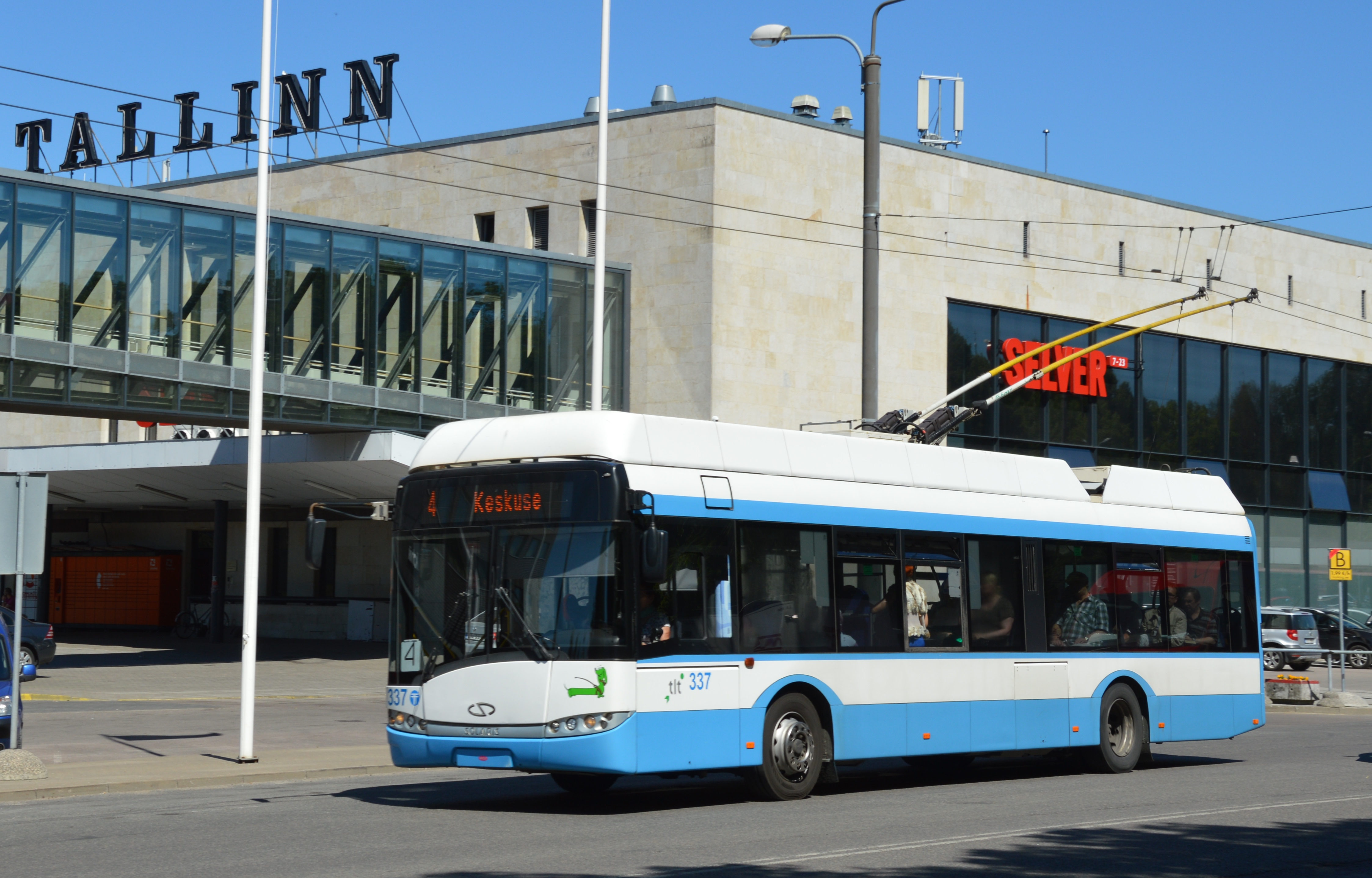
30 db Ganz Solaris T12
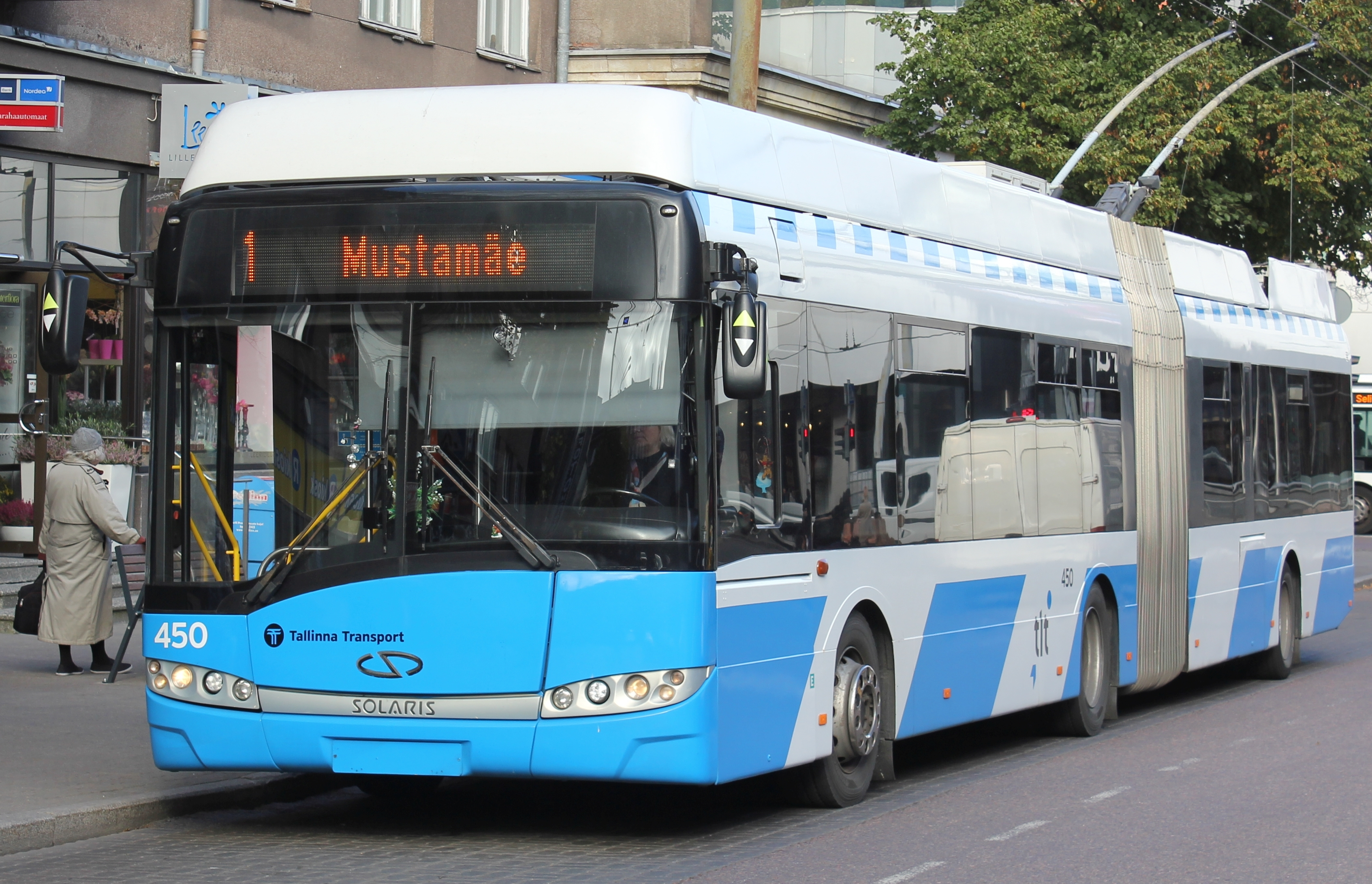
19 db Ganz Solaris T18